# Північний Ачех (регентство)
Регентство Північний Ачех (індонез. Kabupaten Aceh Utara) — регентство в Нанггро Ачех-Даруссалам (спеціальний район Ачех) в Індонезії. Він розташований на острові Суматра. Регентство займає площу 3236,86 квадратних кілометрів і мало населення 534 085 за переписом 2010 року та 602 793 за переписом 2020 року офіційна оцінка на середину 2021 року становила 608 106. Адміністративний центр зараз знаходиться в Лхоксукон; це відбулося після відділення у 2001 році колишньої столиці Лхоксемаве, яка була вилучена з регентства Законом № 2 від 2001 року від 21 червня 2001 року для формування незалежного міста.

## Економіка
Це регентство входить до одного з найбільших промислових регіонів за межами Яви, особливо завдяки відкриттю заводів з переробки рідкого газу на базі PT Arun LNG у Лхоксеумаве, 1974 рік. Поруч було на той час кілька великих заводів: PT. Kertas Kraft Aceh, пабрик Pupuk AAF (Aceh Asean Fertilizer) і пабрик Pupuk Iskandar Muda (PIM). Порт Krueng Geukueh розташований у регентстві.
У сільськогосподарському секторі регентство має хорошу репутацію як важливий виробник рису. Весь регіон Північного Ачеха має найбільший потенціал з усіх регіонів Ачеха, і його дохід на душу населення перевищує 1,4 мільйона рупій (без нафти та природного газу) або 6 мільйонів рупій (з нафтою та природним газом).
Приблизно в 1970-х роках у Лхоксеумаве, колишній столиці Північного Ачеха, були знайдені родовища газу та нафти. Тоді в Ачех прийшло багато інвесторів, зацікавлених у його природних ресурсах. З тих пір скраплений природний газ (СПГ) переробляється на нафтопереробному заводі PT. Arun Natural Gas Liquefaction (NGL) Co, що надходить з установки PT. ExxonMobil Oil Indonesia (EMOI) в промисловій зоні Lhokseumawe (зараз: Arun Lhokseumawe Special Economic Zone), змінив це регентство на сучасний нафтохімічний промисловий регіон.

## Релігія
Мешканці Північного Ачеха переважно мусульмани. Меншини все ще отримують свободу віросповідання відповідно до своїх релігій.

## Кордон
- Північ: Малаккська протока
- Схід: Східний Ачех
- Південь: Центральний Ачех
- Захід: Регентство Біреуен

## Адміністративні райони
Регентство адміністративно поділено на двадцять сім округів (кечаматани), перерахованих нижче з їхніми територіями та населенням за переписами 2010 і переписами 2020 разом з офіційними оцінками станом на середину 2021 року. Таблиця також містить розташування адміністративних центрів районів, кількість адміністративних сіл (гампонги) у кожному районі та їх поштовий індекс.

## Політика
Нинішнім регентом є Мухаммад Тайб, також відомий як Чек Мед.